# 南固臺
南固臺，是位於香港香港島灣仔區灣仔船街55號的一所古宅，其外牆以紅磚建成，糅合中西建築風格，為香港一級歷史建築。有傳大宅在香港日佔時期被作為囚禁慰安婦的地方。現時已經荒廢，鬧鬼，故被稱為「鬼屋」。

## 歷史
1917年的灣仔是香港最早開發地區，當時香港富商杜仲文以2200多元購入灣仔船街5萬多平方呎地皮，並於1918年建成南固臺。船街是華人聚居地，而附近的莊士敦道是臨海的馬路，南固臺處於一個10米高台上，傲視海港繁盛的交通往來。1921年，杜仲文以3萬元把南固臺售予其弟、即永安百貨副司理杜澤文。杜澤文與永安百貨的創辦人郭泉份屬姻親，杜澤文在1921年開始，隨親家郭泉到香港打理生意，同年購入南固臺作為居所。1943年，日本佔領香港期間，74歲的杜澤文死於大宅內，死亡證上記錄是「死因不明」。杜澤文死後，南固臺落入日本人手上，日軍在船街設立慰安所，而建築雅致的南固臺被佔領作「貴賓廳」。當時在港九各地捉拿婦女充當慰安婦，供日兵洩慾。1945年日本投降後，大宅長時間丟空。杜家於1988年把南固臺以1600多萬元售予合和實業。
1970年代，合和實業有意發展灣仔南部，收購了南固臺一帶的地段，擬建 Mega Tower Hotel，但會保留大宅並融入發展。然而 Mega Tower Hotel 的興建一直未能落實，所以大宅一直空置。2008年12月合和中心2期工程終於落實興建，合和決定把南固臺加以活化並對外開放。
2018年，南固臺業主合和實業向城市規劃委員會提交改劃申請，計劃將南固臺連同灣仔山坡臺、船街「妙鏡台」和毗鄰政府土地改劃作綜合發展。除了會原址保留南固臺歷史建築物外，亦用作非牟利用途，如改作一個最多容納50個座位的證婚場所。

## 建築

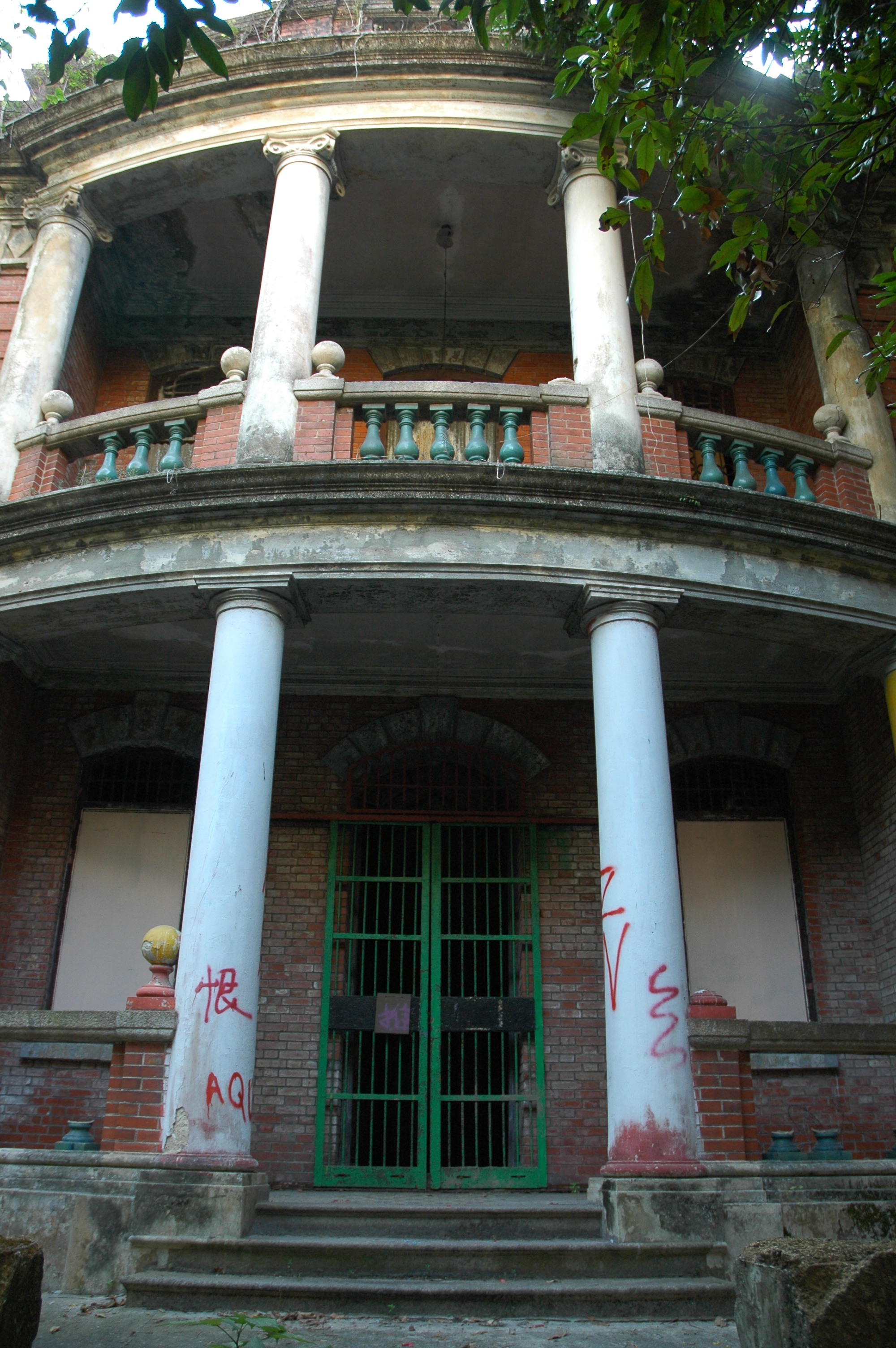
南固臺之正門

南固臺樓高兩層，佔地200平方公尺，涼亭、荷花池、欄杆與木雕、西式拱形陽台及圓柱磚牆揉合中西建築風格。大屋外牆部份以紅磚砌成，所以又稱紅屋。

## 圖片

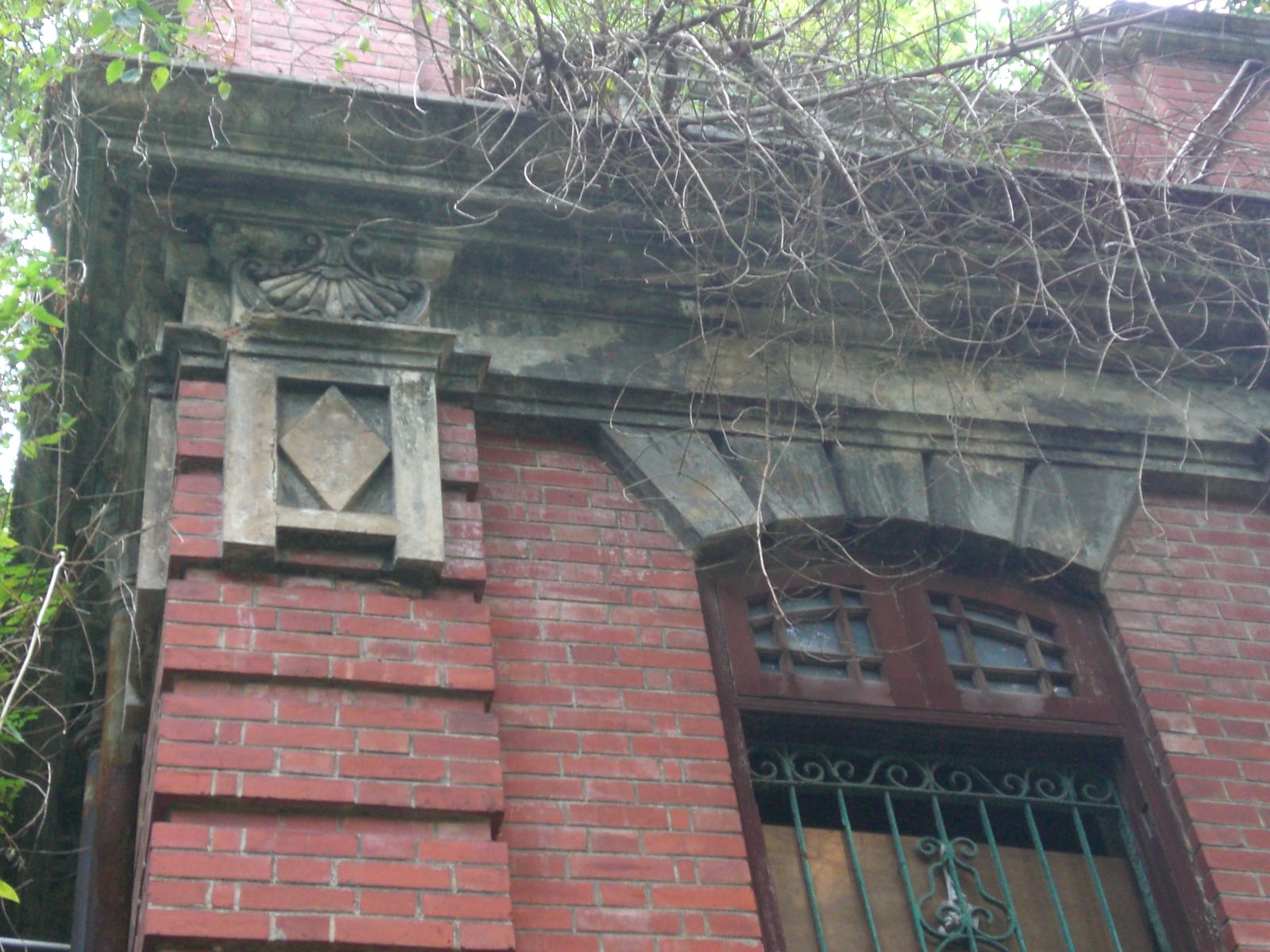
南固臺的建築細節
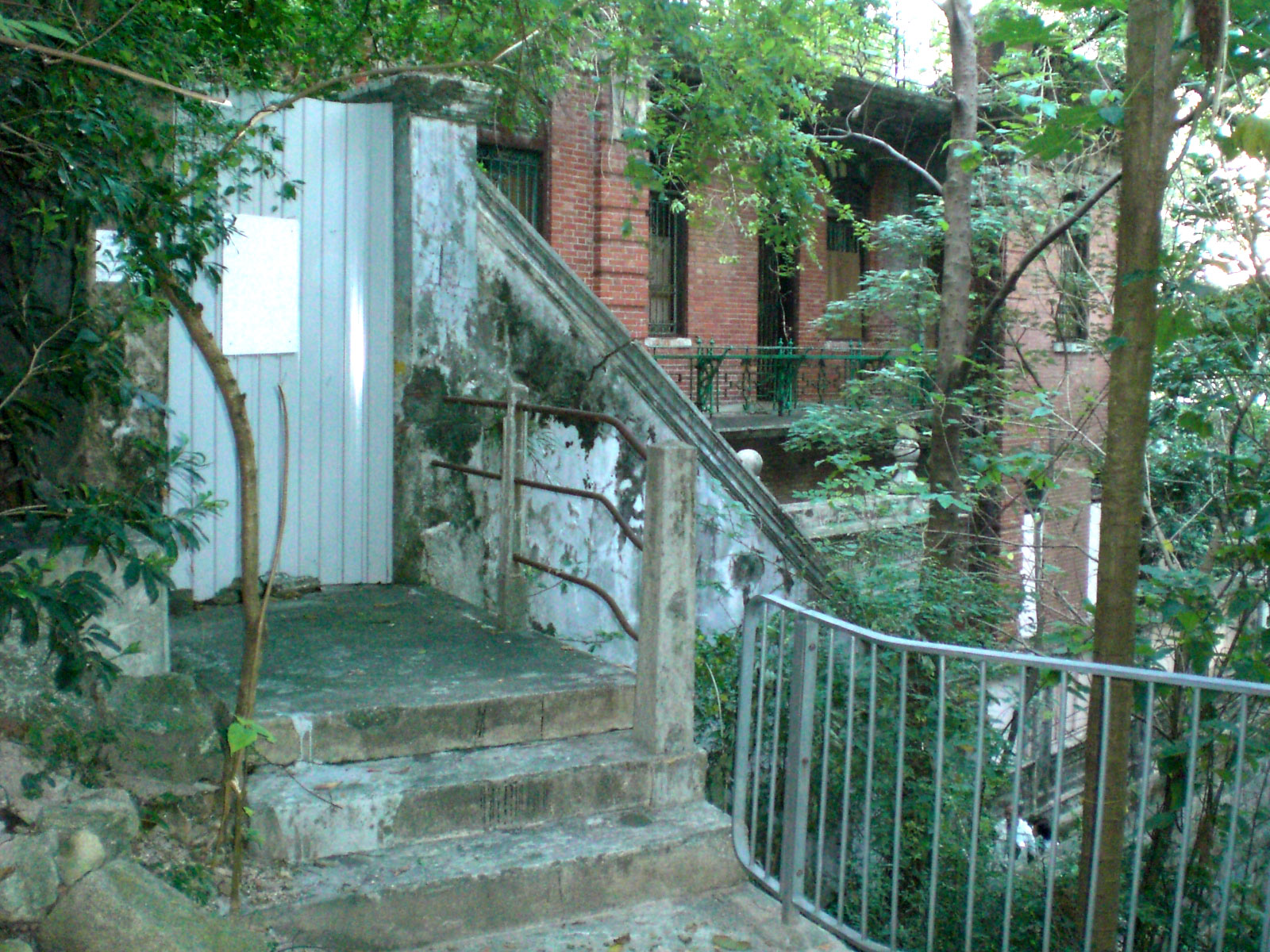
石牆樹蔭影照下的南固臺
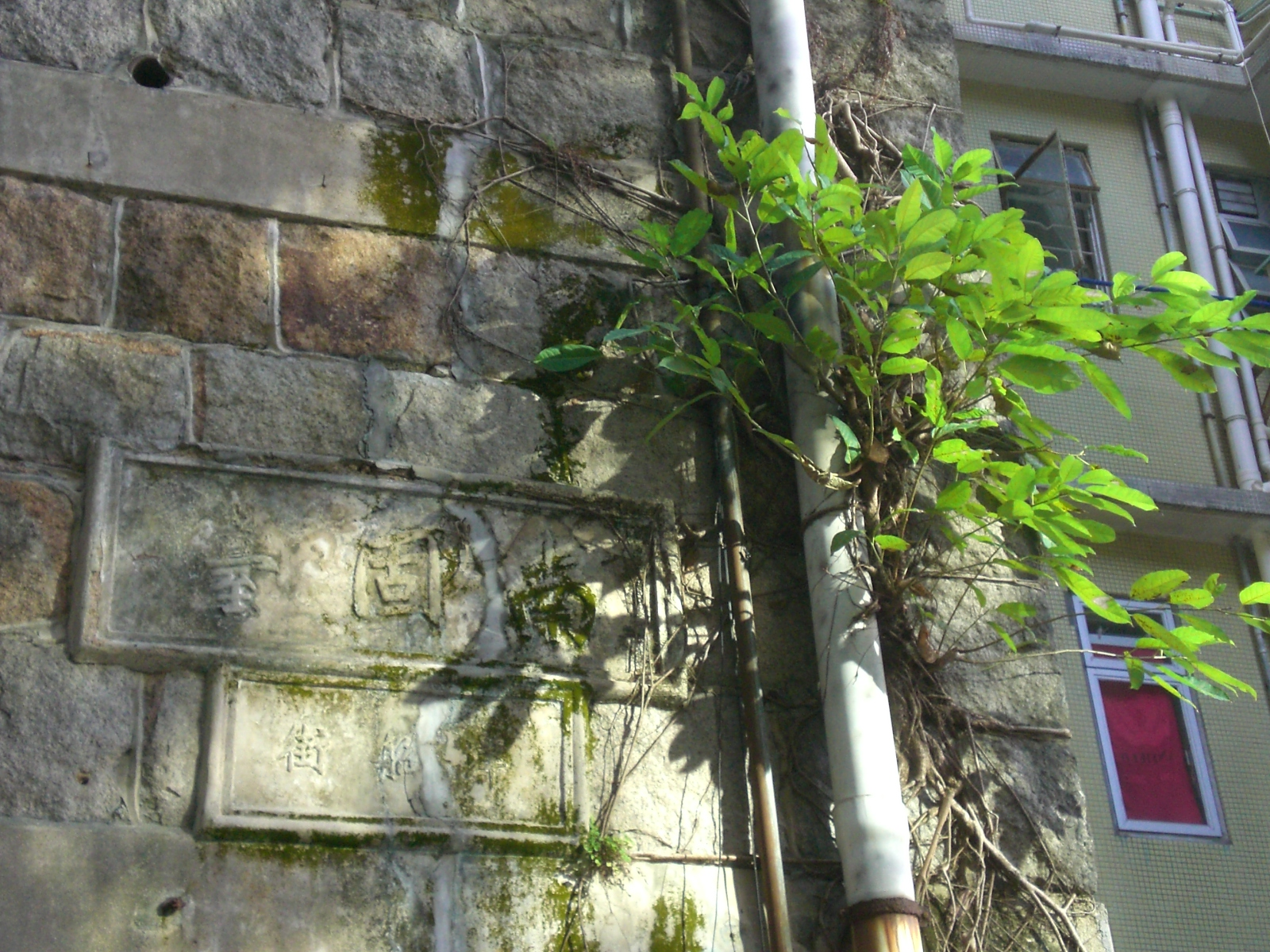
南固臺船街門牌

## 鬧鬼傳聞
由於南固臺空置多時，因此有不少鬧鬼傳聞，亦成為不少恐怖電影取景之地。2003年，有8名青年到荒廢多年的船街南固臺探險，其中一位少女疑被鬼上身狂叫亂跑，變了男聲加上力大無窮，要出動4位警員才可以制伏她。

## 流行文化
- 德國組合真情馬克（Trademark）於此宅內拍攝歌曲《I'll Be There For You》之錄像帶。
- 香港無綫電視劇集《大鬧廣昌隆》曾在此取景。

## 外部連結
维基共享资源上的相關多媒體資源：南固臺